# محمود أباظة
ولد محمود أحمد اباظة يوم 16 يوليه 1948 بمحافظة الشرقية جمهورية مصر العربية .
حصل على ليسانس حقوق جامعة القاهرة 1970 ودبلوم الدراسات العليا في القانون الدولي العام من جامعة باريس 1972 واشتغل بالمحاماة، ويعد الرئيس السابق لحزب الوفد الجديد
وعضوا في الجمعية المصرية لحماية البيئة وجمعية خريجي الجيزويت وجمعية القانونين المتصلين بالثقافة الفرنسية.
وعضوا بمجلس الشعب عن دائرة التلين – محافظة الشرقية 2005